# Sigmatostalix adelaidae
Sigmatostalix adelaidae là một loài thực vật có hoa trong họ Lan. Loài này được Königer miêu tả khoa học đầu tiên năm 1995.